# Escudo de Villanueva de Córdoba
El escudo de Villanueva de Córdoba es el blasón de la villa de Villanueva de Córdoba desde que Carlos I de España le concedió el título de villa al municipio en 1553.

## Descripción del escudo de Villanueva de Córdoba
El escudo de Villanueva de Córdoba, aunque nunca le fue concedido de forma oficial, está formado por las armas del emperador Carlos I de España, y Carlos V como Emperador del Sacro Imperio Romano Germánico, que fue heredero de cuatro monarquías europeas y el primer monarca que unió en su persona las coronas de Castilla, de Aragón, el Reino de Nápoles y Sicilia, recibidas por herencia materna. Por vía paterna recibió los Países Bajos Borgoñones, los Estados hereditarios de los Habsburgo y la posibilidad de acceder al trono imperial. Muchos de los territorios de los extensos dominios de Carlos I de España aparecieron representados en los complejos escudos que ostentó a lo largo de su vida. La descripción o blasonamiento de su escudo grande desde el año 1520 es la siguiente:

Escudo cuartelado. En el primer y en el cuarto cuartel, un contracuartelado del cuartelado de gules y un castillo de oro, almenado de tres almenas, con tres homenajes, el de en medio mayor y cada homenaje también con tres almenas, mamposteado de sable y aclarado de azur (por el Reino de Castilla) y de plata y un león de púrpura, coronado de oro, lenguado y armado de lo mismo (por el Reino de León); en el tercero partido, cortado en su diestra de oro y cuatro palos de gules en el jefe (por el Reino de Aragón), en la base de gules y una cadena de oro, puesta en cruz, aspa y orla, cargada en el centro de una esmeralda de su color (por Reino de Navarra), y en su siniestra partido, a la diestra de plata y una cruz potenzada de oro cantonada de cuatro cruces latinas del mismo metal (por el Reino de Jerusalén),[1] y a la siniestra fajado, ocho, de gules y de plata (por el Reino de Hungría); en el cuarto partido, cortado en su diestra de oro y cuatro palos de gules en el jefe (por Aragón), en la base de gules y una cadena de oro, puesta en cruz, aspa y orla, cargada en el centro de una esmeralda de su color (por Navarra), y en su siniestra partido y flanqueado, jefe y puntas de oro y cuatro palos de gules, flancos de plata y un águila de sable, coronada de oro, picada y membrada de gules (por el Reino de Sicilia). En el tercer y cuarto cuartel un cuartelado: en el primer cuartel, de gules y una faja de plata (por Austria); en el segundo cuartel, de azur, sembrado de flores de lis de oro y bordura componada, cantonada de plata y gules (Borgoña Moderna); en el tercero, bandado de oro y de azur con bordura de gules (Borgoña Antigua); en el cuarto, de sable y un león de oro, coronado de lo mismo, lenguado y armado de gules (por Brabante); sobre el todo escusón partido de oro y un león de sable, lenguado y armado de gules (por Flandes), y de plata y un águila de gules, coronada, picada y membrada de oro, cargado el pecho de un creciente trebolado del mismo metal (por Tirol). Entado en punta de plata y una granada al natural, rajada de gules y hojada de dos hojas de sinople (por Granada). 

El escudo rodeado con el collar del Toisón de Oro, acola el águila bicéfala del Sacro Imperio Romano-Germánico sobre la Cruz de Borgoña de gules. Acompañado de dos columnas de plata, con la base y capitel de oro, sobre ondas de azur o azul y plata, superada la corona imperial la diestra, y de una corona real la siniestra, ambas de oro, y rodeando las columnas una cinta de gules o rojo, cargada de letras de oro, en la diestra "Plus" y en la siniestra "Ultra", (del latín Plus Ultra). Timbra la corona imperial, que es un círculo de oro, engastado de piedras preciosas, cerrada con forma de mitra, compuesta de ocho florones de hojas de acanto, visible cinco, interpoladas de perlas y de cuya parte central, abierta, salen tres arcos o diademas decorados con pedrería o perlas, rematada la central en el mundo de azur o azul, con el semimeridiano y el ecuador en oro, sumado de cruz de oro. La corona forrada de gules o rojo.